# Kevin Lee
Kevin Jesse Lee Jr. (født 4. september 1992 i Detroit i Michigan i USA), er en amerikansk MMA-udøver som siden 2014 har konkurreret i organisationen Ultimate Fighting Championship (UFC).

## MMA-karriere

### The Ultimate Fighting Championship
På UFC 169 mødte Lee, Al Iaquinta. Han tabte kampen via enstemmig afgørelse. Dette var Lee's første kamp i UFC.
Lee mødte Michel Prazeres den 14. februar, 2015, på UFC Fight Night: Henderson vs. Thatch. Lee vandt kampen via enstemmig afgørelse.
Lee mødte Michael Chiesa den 25. juni, 2017, på UFC Fight Night: Chiesa vs. Lee. Han vandt kampen via submission i slutningen af 1. omgang. Sejren tildelte ligeledes Lee hans anden Performance of the Night bonuspris. Chiesa klagede til Oklahoma State Athletic Commission for at få fjernet nederlaget, da han mente at kamplederen Mario Yamasaki begik en fejl ved at stoppe kampen, da han ikke gav op eller blev bevidstløs og ved at tillade Lee forbudte albuer, hvilket gav ham en flænge i hovedet.
Lee mødte Tony Ferguson den 7. oktober, 2017, på UFC 216 om interim UFC-letvægts-titlen. Selvom at han startede stærkt tabte han via submission i 3- omgang.
Lee kæmpede mod Edson Barboza den 21- april, 2018 på hovedkampen til UFC Fight Night: Barboza vs. Lee. Lee blev ramt hårdt af et spark og var tæt på at blive stoppet af Barboza i 3. omgang, men kom ind i kampen og beserede Barboza via lægestob (cut) bed 2:18 i 5. omgang. 